# Sainte-Hénédine
Sainte-Hénédine es un municipio parroquial canadiense situado en la provincia de Quebec.

## Superficie
Sainte-Hénédine tiene una superficie de 51,53 km².

## Demografía
En 2021, tenía 1440 habitantes, una densidad poblacional de 27,9 hab./km², y 564 viviendas.